# Ваља луј Босије (Васлуј)
Ваља луј Босије (рум. Valea lui Bosie) насеље је у Румунији у округу Васлуј у општини Татарани. Oпштина се налази на надморској висини од 216 m.

## Становништво
Према подацима из 2002. године у насељу је живело 177 становника, од којих су сви румунске националности.